# 豊田奏恵
豊田 奏恵（とよだ かなえ、1984年11月2日 - ）は、日本の女性声優。以前はホーリーピークに所属していた。一時期は黒崎 絢斗（くろさき あやと）の芸名を使用していた。

## 人物
2012年11月、豊田奏恵から黒崎絢斗に改名する。現在は再度芸名を豊田奏恵に戻している。
2020年10月より、キャラライブアプリ「IRIAM」にてVライバー「神城虎河」として活動を開始。

## 出演作品

### テレビアニメ
- 家庭教師ヒットマンREBORN!（2007年 - 2009年、野猿）
- 遊☆戯☆王5D's（2008年、タクヤ、ギンガ、少年、子供）

### ゲーム
- ロードオブダイス（2019年、レジーナ[4]）